# أمبريلا

شعار شركة أمبريلا.

أمبريلا (بالإنجليزية: Umbrila) هي شركة خيالية ظهرت في سلسلة ريزدنت إيفل، تم تأسيسها في البداية في عام 1962 م ولكن هذا التاريخ هو تاريخ إنشاء الشركة والتي تم انشائها في الاصل بعد نجاح اللورد ادوارد اشفورد جد الفرد والكسيا اشفورد باختراع أول فايروس مدمر أطلق عليه اسم (T-Virus) نسبة إلى كلمة التايرنت فالتي ماخوذة من كلمة تايرنت والتي تعني المستبد.
وقد اتجهت انظار السيد ادوارد إلى مكان اخر أكثر امانًا من أجل إجراء التجارب فيه خوفًا من تعرض جزيرة روكفورت إلى انتشار هذا الفايروس فقرروا بمعنى اخر الاتجاه لمكان بعيد وجيد ولم يجدوا أفضل من الولايات المتحدة الأمريكية وفعلا تم بناء مختبرات الشركة هناك تحت بيت فخم وكبير وهو بيت سبينسر والذي بناه له جورج تريفور المهندس المعروف، بداية ظهور شركة أمبريلا كانت في سنة 19ح62 والتي استمرت حتى بعد وفاة اللورد ادوارد.

## أهم علماء
- اللورد ادوارد (مخترع الفايروس).
- السير سبينسر (مساعد السابق في اختراع والاشراف على التي فايروس واكمل العمل بعد وفاة السابق).
- الدكتور ويليام بيركين.
- الدكتور ألبرت ويسكر.
- الباحث ستيف.
- الباحث جوهن.
- الباحث هينري سارتون.
- الباحث مارتن كراكورن.
- الغدار احمد ولد جيل فالنتاين قام بخيانتهم جميعا من اجل جيل

## أهم الاختراعات
اولا التجارب الناجحة...
1- تايرنت(Tyrant-002). (وهو الوحش المدلل والمميز لدى شركة الامبريلا)
يعتبر التايرنت من الوحوش المفضلة لدى شركة الامبريلا ويعتبر الوحش المدلل للشركة ويعتبر أو يمكن ان تلقبه شركة الامبريلا بوحش الوحوش فهو التجربة الأولة والناجحة لشركة الامبريلا ويعتبر من أفضل وحوشها على الإطلاق كما يعتبره علماء شركة الامبريلا وما يدل على ذلك ان مختبرات الشركة جميعها لم تخلوا من صناعة هذا الوحش.
فهو يتميز بالتالي...
- سريع في الهجوم وعندما ينقض على شيء.
- قوي جدا فهو لديه قوة هائلة تمكنه من تحمل ضربات كثيرة.
- مخالب كبيرة تشبه السيف قادرة على قطع أي شيء وتزداد بشكل متزايد مع الفترة التي تمر.

وغيرها من مزايا ذلك الوحش الرائع
لذلك وبحق هو وحش الوحوش في شركة الامبريلا
2- الهناتر (Hunter) (الصياد وقناص الشركة الرائع)
يعتبر الهنتر من الأسلحة التي تعترف شركة الامبريلا بأنها أبدعت في تصنيعه وقد كان دليلا على قدرة هذه الشركة العالية على إنتاج وحوش ذات قدرة عالية على اصطياد اهدافها بقوة هائلة.
وهذا الوحش يتميز بي...
- السرعة العالية في القفز.
- مخالب قوية قادرة على قطع راس العدو من ضربة واحدة.
- القدرة على الركض بشكل عامودي أي ان انها تركض على قدمين اثنان.

لذلك فهو يستحق لقب قناص شركة الامبريلا.
3- الكلاب (Cerberus) وسمى بذلك نسبة لكلب الهة الموت عند الإغريق (hades).
وهذا السلاح كان للتجارب فقط على الكلاب وليس لإنتاج وحوش من الكلاب بمعنى ان الامر كان مجرد تجربة عليه وليس كالسابقات التايرنت والهناتر بل هذه الكلاب كانت للتجراب فقط لمعرفة كمدى تأثير الفايروس على الحيوان
لا أكثر لذلك فهو ليس من اختراعات شركة الامبريلا ولكن هرب هذه الحيوانات واجتماعها في مجموعات جعلها تصبح فتاكة ومميزة
ولكن رغم تميزها بالسرعة العالية
وقوة ضرباتها
وأخيرا تجمعها بشكل مجموعات
الا انها لم تلق اهتمام كبير في شركة الامبريلا سوى في التجارب التمهيدية للفايروس لا أكثر ولم يهتم علماء الشركة بها الا كما يهتمون بفئران التجارب لمعرفة مدى قوة هذه التجربة لذلك فهم لم يطلقوا عليها أي تسمية
بالرغم طبعا من أن الكلاب من الوحوش الأكثر انتشارا في اجزاء اللعبة الا انها فقط كانت للتجارب وعندما كانت تهرب كانت تتجمع لتصبح قطعان مرعبة.
4- سمك القرش الفتاك (Neptune) وسمى كذلك نسبة لاله الماء عند الرومان
ولكنه هو الآخر كان الهدف منه إجراء التجارب ومعرفة تاثير الفايروس على المخلوقات البحرية باحثين عن أي بصيص امل يعطيهم القدرة على إنتاج فايروس مميز لذلك وبعد أن درسوا تاثير الفايروس على هذا المخلوق والتي جعلته أكثر شراسة ورعبا وذو حجم أكبر
اكتشف العلماء شيء مميز بالتجربة عليه وهي ان جسده لم يتغيير بشكل خارج عن الشكل الرئيسي للقرش بمعنى بقي محافظ على شكله الانسيابي وهذا ما حير علماء الشركة وقت اذن وساعدهم في تطوير الفايروس بشكل يبقي الجسد في شكله المعروف ولايدمره
وهناك شيء يعتبر من اختراعات ذلك الفرع الكبيرة وهو إنتاجهم لول مضاد لتأثير التي فايروس على النباتات والذي يدعى بي (V-JOLT)

## التجارب الفاشلة والمخلوقات العشوائية
هذه التجارب هي التجارب الفاشلة أو التي حدثت بسبب تسرب الفايروس وليس بسبب إجراء التجارب عليها بشكل أساسي
1- كاميرا (Chimera) وسمى بذلك نسبة إلى وحش في الاساطير اليونانية نصفه اسد ونصفة خروف وله ذيل على شكل افعى
2- ليزا تريفور
وهي فتاة كانت هي ووالدتها التجارب البشرية الأولة لقوة التي فايروس البدائية وقد اعطى الفايروس تأثير عكسي على كل من ليزا ووالدتها فماتت والدتها بسبب التجارب بينما ليزا تحملت بشكل غريب وبدأ جسدها يستهلك كل الفيروس الذي تحقن به دون معرفة السبب
فكانت من التجارب الفاشلة.
اما المخلوقات العشوائية.....
فهي التي نتجت أثناء تسرب الفايروس وهي.
1- النبتة 42، وافعى اليوانا
2- العناكب العادية والنمر الأسود.
3- الغربان والنحل.
4- الزومبيات.
هذه هي التجارب الفاشلة والمخلوقات الأخرى التي ظهرت بعد تسرب الفايروس والتي لم يكن أحد يتوقع ان تنتج ولم يصدق العلماء أي قوة لهذا الفايروس على إنتاج مخلوقات مرعبة في حال تسربه
واي خطر بيولوجي حصل وسلاح بيولوجي فتاك تم إنتاجه هناك.
هذه من أهم اختراعات ذلك المختبر والذي يعتبر المختبر الام والرئيسي لبقية مختبرات شركة الامبريلا
وأهم علمائه أيضا والذين كان لبعضهم الفضل لاحقا في اختراع المزيد.
وكان هذا المختبر الانطلاقة الحقيقية لبقية مختبرات وفروع شركة الامبريلا في صراعها على تصدر الفروع الأخرى باهم اختراعاتهم.